# Poulet fafa
Poulet fafa ou fafa de poulet, a galinha com folhas de inhame é um componente tradicional do churrasco tahitiano ou “ahima’a”. Fafa é uma variedade de inhame com folhas pequenas e macias, também chamado “espinafre-da-polinésia”.
Esta iguaria não se refere a um alimento assado nas brasas, mas a uma espécie de guisado. Se usar folhas de inhame, estas devem ser fervidas primeiro em água e sal durante 20-30 minutos, para libertarem o oxalato de cálcio que as torna muito ácidas. A galinha, em pedaços, é primeiro dourada em óleo bem quente e depois retirada da panela; nesse óleo, salteia-se cebola, alho e gengibre e colocam-se de novo os pedaços de galinha, água ou caldo, sal e pimenta; deixa-se cozer em fogo brando durante alguns minutos, misturam-se as folhas de inhame (ou, na sua falta, ou por preferência, espinafre ou outra verdura) e deixa-se cozer até a galinha estar tenra. Para engrossar o molho, junta-se maizena ou araruta dissolvida em água, ou leite-de-coco; deixa-se misturar ao lume, mexendo sempre e serve-se com arroz branco. 